# Renfe Operadora

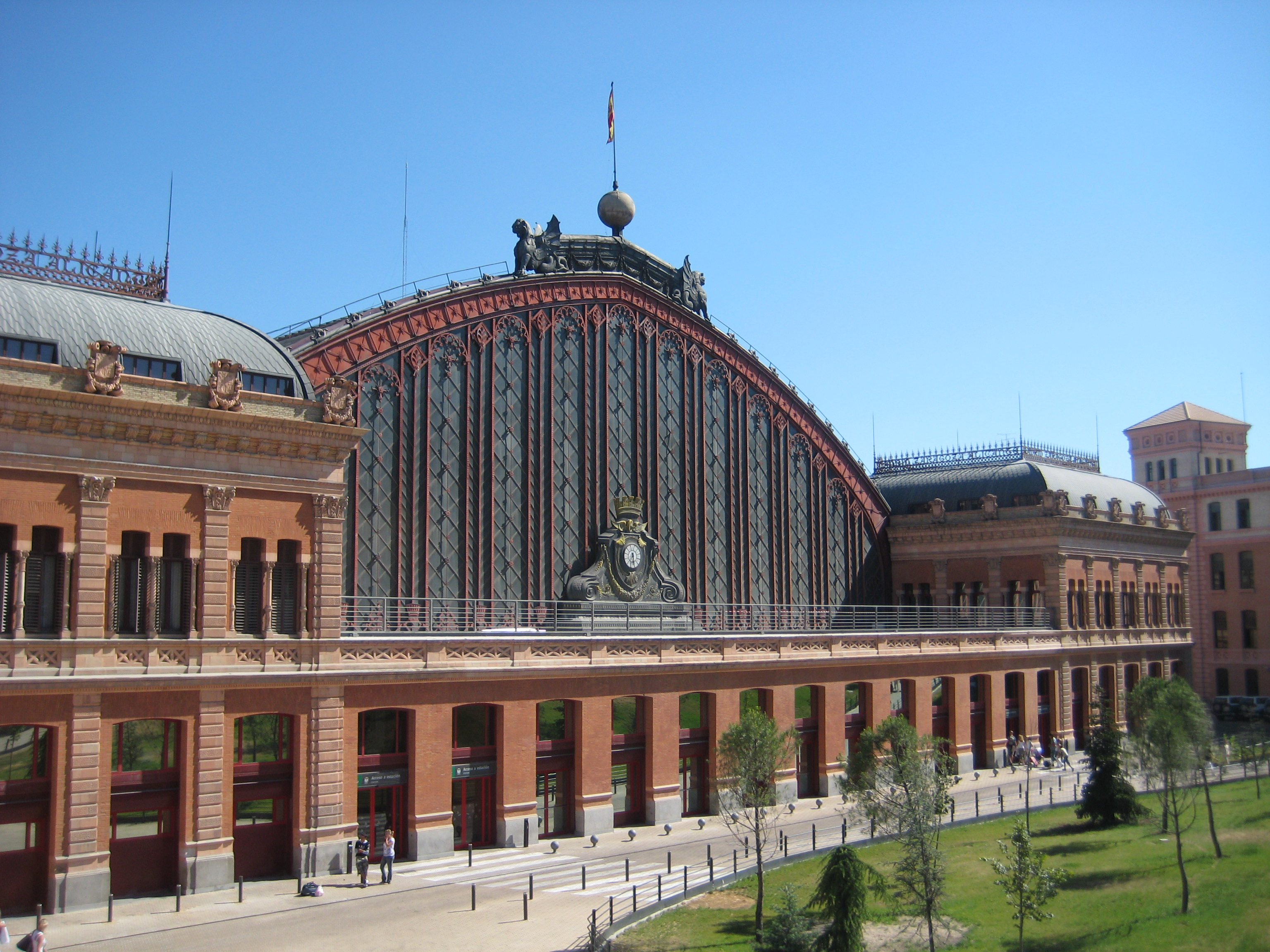
Madrid Atocha, Spanyolország egyik legnagyobb, legforgalmasabb személypályaudvara

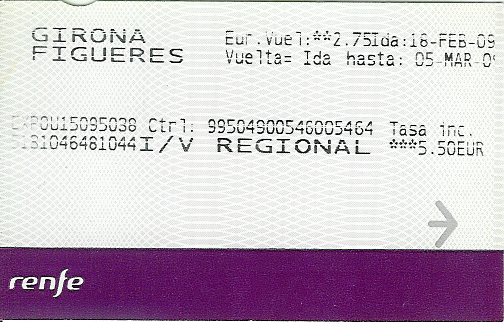
Vonaljegy

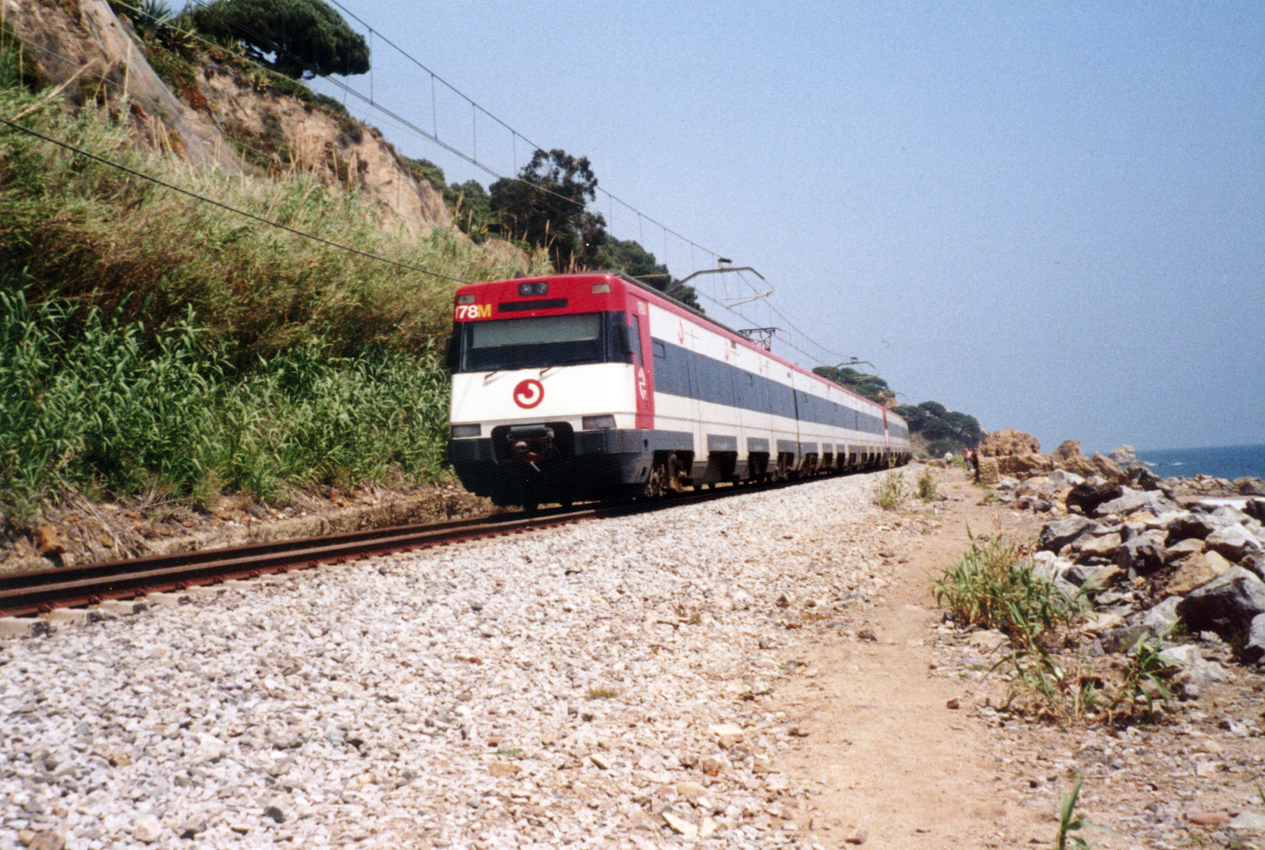
Spanyolországban rengeteg vonal festői tájakon át vezet: vonat halad a tengerpart mellett a Barcelona–Mataró–Maçanet-Massanes-vasútvonalon

A Renfe Operadora (röven csak Renfe) Spanyolország nemzeti vasúttársasága, mely egyaránt foglalkozik teher- és személyszállítással az ország mindkét (1668 mm / 1435 mm) nyomtávolságú hálózatán. Jogelődjét 1941. január 24-én alapították, mikor államosították Spanyolország széles nyomtávolságú vasútvonalait és vasúttársaságait. 2005 január 1-jén az Európai Unió EU 91/440 direktívája alapján különválasztották a vasúti infrastruktúra kezelését és a személyszállítást. Az infrastruktúra kezelését az Administrador de Infraestructuras Ferroviarias (rövidítve adif) végzi, míg a Renfe Operadora a személyszállítást bonyolítja. A társaság hivatalos színei a lila-fehér különböző kombinációi. A járműveken dominál a fehér szín, melyen csak egy vékony csík, a márkanév és a logó lila.

## Járművei
A RENFE személyszállítása két részre van bontva, egy a rövidebb utazásokkal és az elővárosi közlekedéssel, egy pedig a távolsági közlekedéssel foglalkozik. A két társaságnak különböző járművei vannak.

### D.G.S.P. Cercanías y Media Distancia

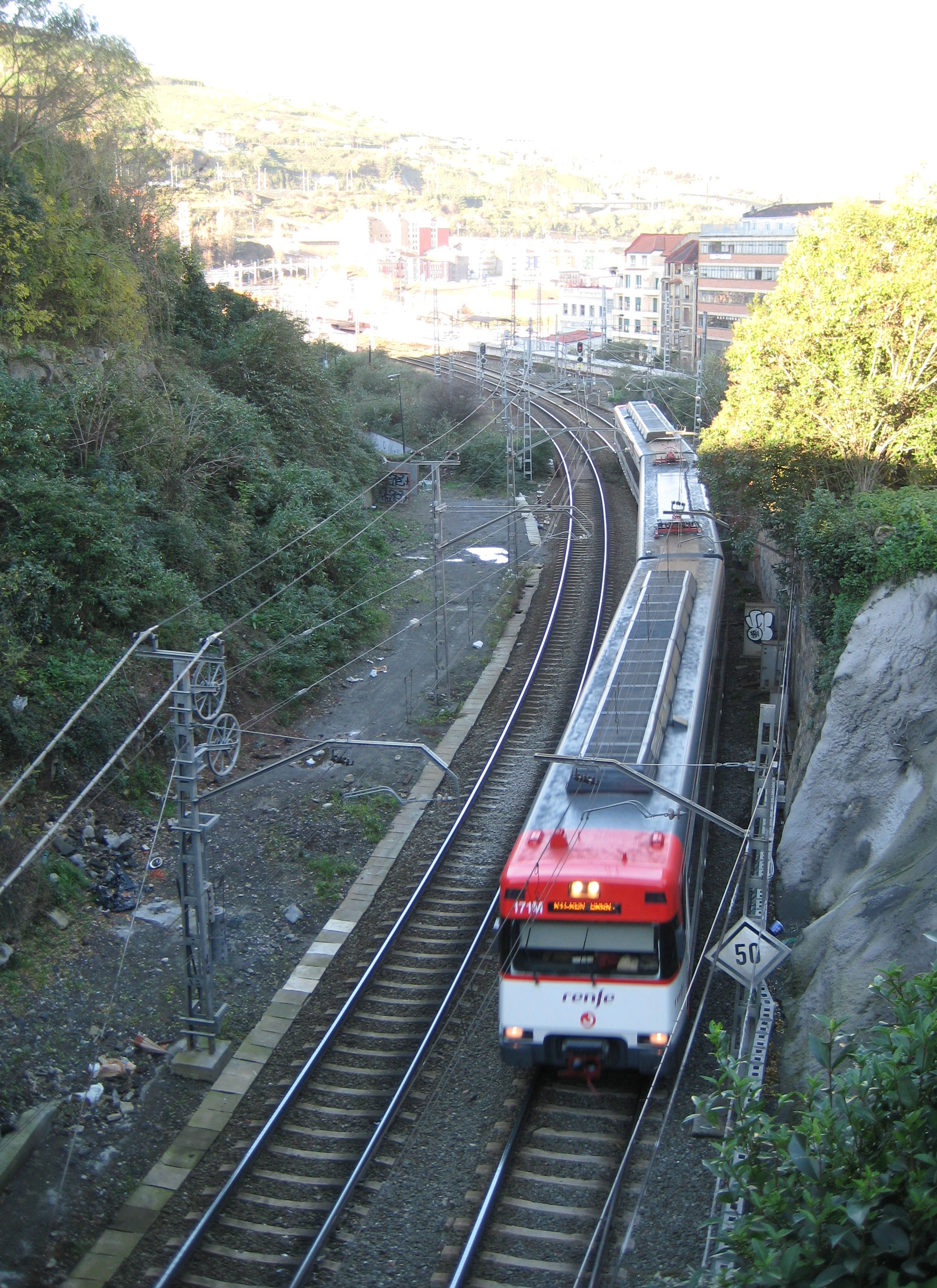
RENFE 446 villamos motorvonat Bilbaóban

Cercanías:
| Vasúti jármű          | Város                                                                      | Kép |
| --------------------- | -------------------------------------------------------------------------- | --- |
| RENFE 442 sorozat     | Madrid LINEA C-9                                                           |     |
| RENFE 446 sorozat     | Bilbao Madrid Málaga San Sebastián Santander                               |     |
| RENFE 447 sorozat     | Barcelona Madrid Valencia                                                  |     |
| RENFE 450 sorozat/451 | Barcelona Madrid                                                           |     |
| Civia                 | Asztúria Barcelona Cádiz Madrid Málaga Santander Sevilla Valencia Zaragoza |     |
| Renfe 592 sorozat     | Valencia Murcia Alicante                                                   |     |

Középtáv:
| Vasúti jármű                              | Útvonal | Kép |
| ----------------------------------------- | --- | --- |
| RENFE 448 sorozat EMU                     | Cataluña |     |
| RENFE 592 sorozat DMU (to extinguish)     | ? |     |
| RENFE 594 sorozat DMU                     | Valladolid <> Zamora <> Puebla de Sanabria Coruña <> Ferrol Coruña <> Lugo <> Monforte de Lemos Madrid <> Soria |     |
| RENFE 440 sorozat/470 EMU (to extinguish) | Córdoba <> Rabanales León <> Ponferrada <> Vigo(With 449) León <> Gijón |     |
| RENFE 596 sorozat DMU                     | Lérida <> Puebla de Segur Murcia <> Cartagena Orense <> Monforte de Lemos Zaragoza <> Canfranc |     |
| RENFE 598 sorozat DMU                     | Madrid <> Badajoz Huelva <> Zafra Sevilla <> Mérida |     |
| RENFE 599 sorozat DMU                     | A Coruña <> Vigo Salamanca <> Ávila <> Madrid Zaragoza <> Salamanca Salamanca <> Palencia Valencia <> Cartagena Huesca <> Valencia Sevilla <> Málaga Sevilla <> Almería Granada <> Algeciras Málaga <> Ronda Granada<>Linares |     |
| RENFE 449 EMU                             | Madrid <> Jaén León <> Ponferrada <> Orense <> Vigo Sevilla <> Cádiz Barcelona <> Girona <> Figueres Huelva <> Sevilla Jaén <> Córdoba <> Sevilla <> Cadiz Albacete <> Alcazar de San juan <> Madrid Alicante <> Albacete <> Ciudad Real Ciudad Real <> Alcazar de San juan <> Madrid León <> Madrid Madrid <> Vitoria Vitoria <> Irun Cordoba <> Bobadilla |     |
| RENFE 104 (nagysebességű)                 | Madrid <> Toledo Madrid <> Ciudad Real Sevilla <> Córdoba Barcelona <> Camp De Tarragona Zaragoza <> Calatayud |     |
| RENFE 121 (nagysebességű)                 | Cádiz<>Jaén |     |
| RENFE 114 (nagysebességű)                 | Madrid <> Segovia-Guiomar |     |

### D.G.S.P. Larga Distancia
| Szolgáltatás                                               | Vasúti jármű                                                   | Útvonal(ak) | Kép |
| ---------------------------------------------------------- | -------------------------------------------------------------- | --- | --- |
| Hagyományos RENFE szolgáltatásook, hagyományos járművekkel |                                                                | |     |
| Diurno (megszűnt)                                          | Mozdony + személykocsik                                        | Basque Country <> Galicia / Salamanca |     |
| Estrella                                                   | Mozdony + hálókocsik                                           | Atlántico Costa Brava Galicia Pío Baroja Picasso Sudexpress/Surex |     |
| Alaris                                                     | RENFE 490                                                      | Madrid <> Valencia Madrid <> Castellón Madrid <> Gandía Madrid <> Oropesa de Mar Barcelona <> Valencia Barcelona <> Alicante |     |
| Altaria                                                    | Mozdony + Talgo kocsik IV/VI/VII                               | Madrid <> Algeciras Madrid <> Granada Madrid <> Cartagena Madrid <> Murcia |     |
| Alvia                                                      | RENFE 120                                                      | Madrid <> Pamplona Madrid <> Logroño Madrid <> Hendaya Madrid <> Irún Barcelona <> Vigo |     |
| Alvia                                                      | RENFE 130                                                      | Madrid <> Gijon Madrid <> Santander Madrid <> Bilbao Madrid <> Hendaya Alicante <> Gijon Alicante <> Santander Madrid <> Alicante Madrid <> Cádiz Madrid <> Huelva Madrid <> Leon |     |
| Alvia                                                      | RENFE 730                                                      | |     |
| Arco                                                       | Mozdony + hagyományos személykocsik a 200 km/h-s közlekedéshez | García Lorca Barcelona <> Extremadura/Andalucía |     |
| AVE                                                        | RENFE 100                                                      | Madrid-Puerta de Atocha <> Sevilla-Santa Justa |     |
| AVE                                                        | RENFE 102                                                      | Madrid-Puerta de Atocha <> Huesca Madrid-Puerta de Atocha <> Zaragoza-Delicias] Estación de Madrid-Chamartín <> Valladolid-Campo Grande Madrid-Puerta de Atocha <> Málaga-Mª Zambrano |     |
| AVE                                                        | RENFE 103                                                      | Madrid-Puerta de Atocha <> Barcelona-Sants Barcelona-Sants <> Málaga-Mª Zambrano Barcelona-Sants <> Zaragoza-Delicias Barcelona-Sants <> Sevilla-Santa Justa |     |
| AVE                                                        | RENFE 112                                                      | Madrid-Puerta de Atocha <> Cuenca <> Valencia Madrid-Puerta de Atocha <> Cuenca <> Albacete |     |
| Euromed                                                    | RENFE 101(to extinguish)                                       | Barcelona <> Valencia <> Alicante |     |
| Intercity                                                  | RENFE 448                                                      | Madrid-Chamartín <> Hendaya |     |
| Talgo                                                      | Mozdony + Talgo IV/VI/VII kocsik                               | Catalán Talgo Barcelona <> Montpellier Covadonga/Finisterre Barcelona <> Galicia/Gijón Mare Nostrum Cartagena <> Montpellier Miguel de Unamuno Barcelona <> País Vasco/Salamanca Barcelona <> Lorca Barcelona <> Murcia Madrid <> Galicia Alicante <> Galicia Madrid <> Almería Madrid <> Badajoz Madrid <> Bilbao |     |
| Trenhotel                                                  | Mozdony + Talgo személykocsik és hálókocsik                    | Antonio Machado Francisco de Goya Gibralfaro Joan Miró Pau Casals Rías Gallegas Salvador Dalí |     |

## Lásd még
- Alta Velocidad Española - Spanyolország nagysebességű vasúthálózata
- Spanyolország vasúti közlekedése